# Stray from the Path
Gli Stray from the Path sono un gruppo musicale statunitense formatosi a Long Island, New York, nel 2001.
Inizialmente dediti a uno stile tra mathcore e hardcore punk, nel corso degli anni e dopo drastici cambiamenti di formazione (dal 2009 l'unico membro fondatore rimasto è il chitarrista Thomas Williams) il gruppo si è spostato su sonorità più vicine al rap metal e su testi maggiormente focalizzati su politica e società.
Il 30 maggio 2025, data di pubblicazione dell'ultimo album Clockworked, la band annuncia che si sarebbe sciolta a fine anno, dopo gli impegni in tour e le ultime apparizioni ai festival.

## Formazione

### Attuale
- Andrew Dijorio – voce (2005-presente)
- Thomas Williams – chitarra (2001-presente)
- Anthony Altamura – basso, voce secondaria (2010-presente)
- Craig Reynolds – batteria, percussioni (2016-presente)

### Ex componenti
- Ed Edge – voce (2001-2005)
- John Kane – chitarra (2001-2008)
- Frank Correira – basso (2001-2008)
- Ryan Thompson – basso (2008-2010)
- Justin Manas – batteria (2001-2009), chitarra (2009)

## Discografia

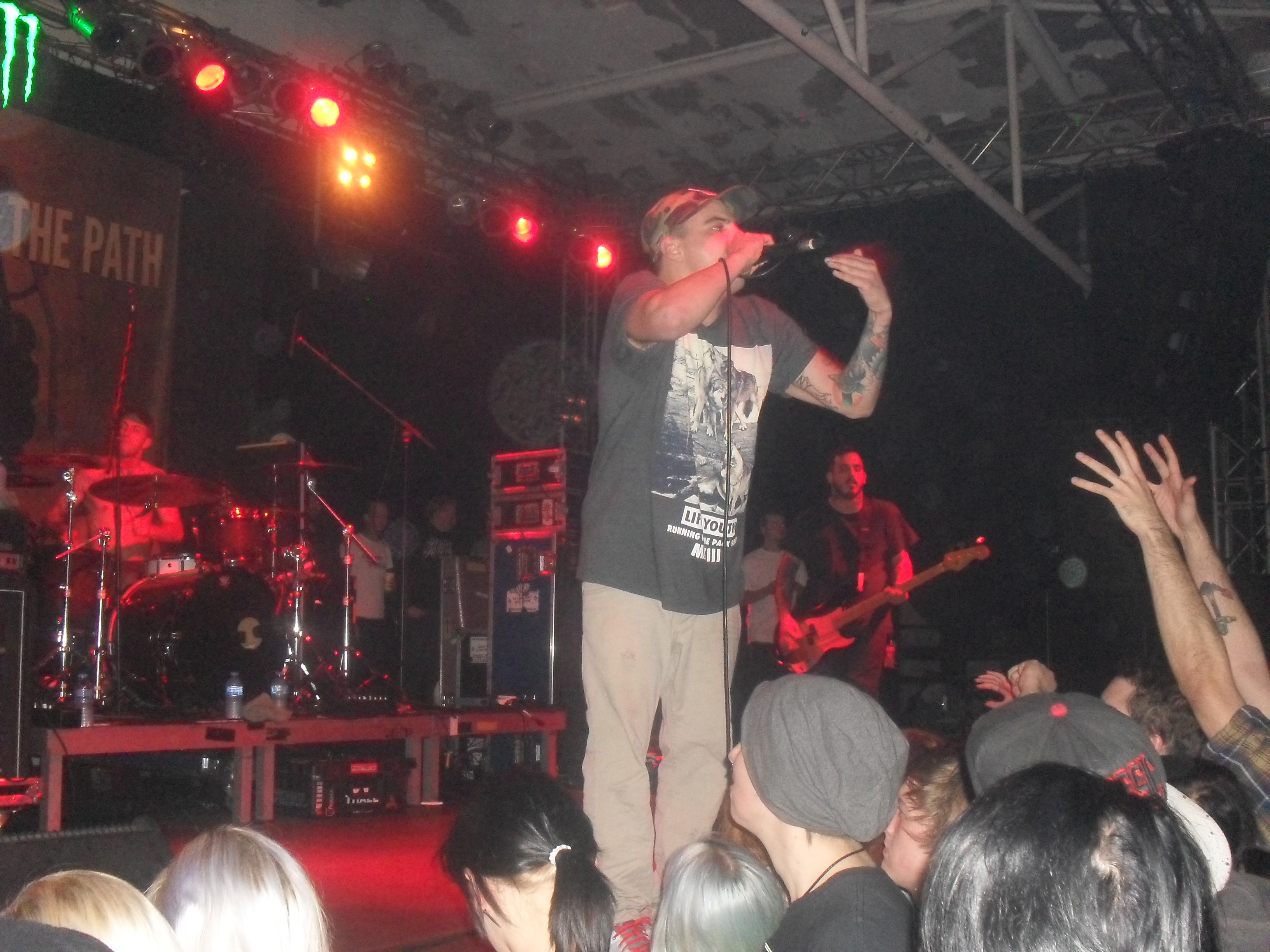
La band in concerto nel 2013

### Album in studio
- 2003 – Audio Prozac
- 2005 – Our Oceania
- 2008 – Villains
- 2009 – Make Your Own History
- 2011 – Rising Sun
- 2013 – Anonymous
- 2015 – Subliminal Criminals
- 2017 – Only Death Is Real
- 2019 – Internal Atomics
- 2025 – Clockworked

### Split
- 2007 – How to Make a Ucalegon (con i Lilu Dallas)